# Безименно акционерно дружество за направа на Варненското пристанище
Безименното акционерно дружество (БАД) е създадено за да осъществи проектите за строителство на модерно пристанище в град Варна през 1899 г. То е образувано след фалита на предшестващия изпълнител „Михайловски и Хайребодян“, като включва част от акционерите на предишното. След като изпълнява тази и няколко други цели дружеството е обявено в ликвидация през 1911 г., но добре запазеният му архивен фонд сочи, че неговите активи са на разположение до 1933. Дружеството построява Варненското и Евксиноградското пристанища, завършени съответно през 1906 и 1910 г. и плавателния канал Черно море – Девненското езеро – през 1908 г.

## Архивни свидетелства
Във Варненския държавен архив са запазени документи за поемни условия за постройка на Варненското пристанище, общи ситуационни планове на пристанището, копирни книги, сметки по извършването на строежа, свързани с работата на предприемачите Михайловски и Хайребодян, които извършват строежа на пристанището между 1985 и 1899. Запазени са и Устав на безименното дружество за направа на Варненското пристанище (1900), доклад на Управителния съвет на дружеството относно положението на сметките, изложени в балансите (1895 – 1910); документи от арбитражен съд, договор между правителството и дружеството, с приложение планове, профили и бордера за цените; рапорти на компанията относно рекламации по строежа на пристанището, решения на помирителния съд по тези рекламации (1905 – 1908).
В по-късния период БАД подписва поемни условия за с държавата постройка на вълнолома и удълбочаване на Евксиноградското пристанище, като са запазени преписки по доставка на материали, по контрола на строежа; привременни ситуации, профили, скици, таблица-сведение за извършени работи в двете строени от дружеството пристанища от 1907 до 1910. Според този договор трябва да бъде изграден 60-метров вълнолом. Работата по евксиноградското пристанище завършва по план през 1910 г. Скоро след това на западния край на вълноломната стена е поставен автоматичен фар. Бялата кръгла каменна кула е висока 15,9 метра, като постоянната светлина се издига на 18,5 м над морското равнище и е видима на 6 мили.
Половинвековната идея на варненци за съединителния канал между морето и езерото е реализирана след нов договор, за който свидетелстват и сведения за доставените от чужбина съоръжения, рапорти за хода на строежа и протоколи по приемането му (1901 – 1907). Запазени са протоколи на общите годишни събрания на дружеството, доклади на проверителния съвет и баланси до 1934, а също така и преписки по стачката на пристанищните работници (1919 – 1920). Най-късните архиви на дружеството съдържат препсики, предложения, контакти, телеграми и съдебни дела по ликвидация на дружеството и продажбата на инвентара до 1933 
- Снимки на членове на техническия състав на БАД за направа на Варненското пристанище, на работници, обекти, машини и съоръжения по време на строителните работи.